# Tenk, Heves
Tenk  este un sat în districtul Heves, județul Heves, Ungaria, având o populație de 1.228 de locuitori (2011). 

## Demografie
Componența etnică a satului Tenk
     Maghiari (98,95%)
     Alții (1,05%)
Componența confesională a satului Tenk
     Romano-catolici (60,59%)
     Reformați (3,42%)
     Fără religie (2,52%)
     Necunoscută (33,47%)
     Alte religii (0,41%)
Conform recensământului din 2011, satul Tenk avea 1.228 de locuitori. Din punct de vedere etnic, majoritatea locuitorilor (98,95%) erau maghiari.  Din punct de vedere confesional, majoritatea locuitorilor (60,59%) erau romano-catolici, existând și minorități de reformați (3,42%) și persoane fără religie (2,52%). Pentru 33,47% din locuitori nu este cunoscută apartenența confesională.